# Robert M. Carmack
Robert M. Carmack   (Winslow, 24 de febrer de 1934 - Albany, 20 d'octubre de 2023) fou un acadèmic, antropòleg i maianista nord-americà, conegut pels seus estudis sobre la civilització maia. Va realitzar recerques en Mesoamèrica sobre la història, la cultura i les societats dels pobles maies contemporanis. Va estudiar la infiltració del poble nàhuatl a les àrees culturals maies, particularment de l'altiplà guatemalenc.
Carmack fou professor emèrit d'antropologia en la Universitat Estatal de Nova York a Albany i va treballar associat amb el Programa Fulbright.
Va escriure diversos llibres sobre la cultura maia i la seva lingüística.

## Obres
- Rebels of Highland Guatemala: The Quiche-Mayas of Momostenango. University of Oklahoma Press (1995).
- Historia Antigua de America Central: del Poblamiento a la Conquista. FLACSO, Costa Rica (1992).
- Harvest of Violence: The Maya Indians and the Guatemalan Crisis. University of Oklahoma Press (1988).
- The Quiche-Mayas of Utatlan: The Evolution of a Highland Maya Kingdom. University of Oklahoma Press (1982).
- Historia Social de los Quiches. Jose de Pineda Ibarra, Guatemala (1979)
- Quichéan Civilization: The Ethnohistoric, Ethnographic and Archaeological sources. Berkeley and Los Angeles. University of California Press (1973).